# Asia Rugby U19 2014
El Asia Rugby U19 del 2014 fue una edición del torneo que organizó la ARFU, hoy Asia Rugby. Los partidos se desarrollaron en Colombo, capital de Sri Lanka.
Hong Kong consiguió el torneo en forma invicta y así clasificó al Trofeo Mundial de Portugal 2015.

## Equipos participantes
- Selección juvenil de rugby de China Taipéi
- Selección juvenil de rugby de Corea del Sur
- Selección juvenil de rugby de Hong Kong (Dragones)
- Selección juvenil de rugby de Sri Lanka (Junior Tuskers)

## Posiciones
| Pos. | Equipo        | Encuentros | Encuentros | Encuentros | Encuentros | Tantos  | Tantos    | Tantos     | Puntos |
| Pos. | Equipo        | jugados    | ganados    | empatados  | perdidos   | a favor | en contra | diferencia | Puntos |
| ---- | ------------- | ---------- | ---------- | ---------- | ---------- | ------- | --------- | ---------- | ------ |
| 1    | Hong Kong     | 3          | 3          | 0          | 0          | 134     | 19        | + 115      | 15     |
| 2    | Sri Lanka     | 3          | 1          | 0          | 2          | 66      | 69        | - 3        | 7      |
| 3    | China Taipéi  | 3          | 1          | 0          | 2          | 35      | 82        | - 47       | 5      |
| 4    | Corea del Sur | 3          | 1          | 0          | 2          | 45      | 110       | - 65       | 5      |

Nota: Se otorgan 4 puntos al equipo que gane un partido, 2 al que empate y 0 al que pierda
Puntos Bonus: 1 punto por convertir 4 tries o más en un partido y 1 al equipo que pierda por no más de 7 tantos de diferencia
|  | Campeón y clasifica a Portugal 2015 |

|  | Último y desciende a U19 1 2015 |

## Resultados

### Primera fecha[6]
| 21 de septiembre | Hong Kong | 44 - 5 | China Taipéi |  |  |

| 21 de septiembre | Sri Lanka | 28 - 31 | Corea del Sur |  |  |

### Segunda fecha
| 24 de septiembre | Sri Lanka | 7 - 32 | Hong Kong |  |  |

| 24 de septiembre | China Taipéi | 24 - 7 | Corea del Sur |  |  |

### Tercera fecha
| 27 de septiembre | Hong Kong | 58 - 7 | Corea del Sur |  |  |

| 27 de septiembre | Sri Lanka | 31 - 6 | China Taipéi |  |  |

| Bandera de Hong Kong |
| Campeón Hong Kong    |
|                      |